# Carlos Chaile
Carlos Walter Ariel Chaile (* 14. Januar 1975 in San Miguel de Tucumán) ist ein ehemaliger argentinischer Fußballspieler auf der Position eines Abwehrspielers, der zumeist als Innenverteidiger zum Einsatz kam. Gegen Ende seiner aktiven Karriere wechselte er ins Trainergeschäft und ist seitdem vorwiegend in der Nachwuchsarbeit als Fußballtrainer und -funktionär tätig.

## Karriere
Chaile begann seine aktive Karriere in seiner Heimat Argentinien bei Ferro Carril Oeste. Weiters spielte er beim Club Almagro in Buenos Aires, sowie bei Gimnasia y Tiro de Salta in Salta. Seine erste Profistation in Europa war 2001 beim FC St. Gallen in der ersten Schweizer Liga. 2003 ging er nach Österreich zum SV Pasching, der sich 2007 in SK Austria Kärnten umbenannte und nach Klagenfurt zog. 2009 wurde er von Trainer und Sportdirektor Frenk Schinkels aus dem Kader geworfen. Nach dessen Rücktritt wurde Chaile 2010 von der Akademie des SK Austria Kärnten als Trainer für die U-17 geholt und ebenso vom Regionalligisten FC St. Veit als Abwehrchef engagiert. Nach dessen Abstieg wechselte er zur Saison 2010/11 zum Kärntner Landesligisten SV Spittal und ließ dort bis 2012 seine Karriere als Aktiver ausklingen.
Danach wechselte Chaile gänzlich ins Trainergeschäft und erlangte im Mai 2012 die UEFA-A-Lizenz. Seit März 2015 ist er im Besitz der UEFA-Elitejunioren-A-Lizenz und seit Oktober 2017 besitzt er die UEFA-Pro-Lizenz (Teilnahme am Kurs 2016/17), die höchstmögliche Trainerlizenz im europäischen Fußball. Nachdem er in der Zwischenzeit auch an unzähligen Fort- und Weiterbildungen teilgenommen hatte, absolvierte er im März 2025 die sogenannte Ausbildung für Ausbildner des ÖFB.
Nachdem er anfangs an der AKA Kärnten für die U-17-Mannschaft verantwortlich gewesen war, übernahm er im Sommer 2011 die U-18-Akademiemannschaft und trat rund zwei Jahre hinweg als deren Trainer in Erscheinung. Im Juni 2013 wurde er Trainer der Trainer der zweiten Mannschaft des WAC und bekleidete diese Position bis Mai 2014. In der Zwischenzeit agierte er an der Seite von Slobodan Grubor in acht Spielen als Co-Trainer der ersten Kampfmannschaft der Kärntner und war auch auf Funktionärsebene im Verein aktiv.
Im Juli 2015 wurde er sportlicher Leiter an der Fußballakademie St. Pölten und übte diese Tätigkeit bis Sommer 2024 aus. In dieser Zeit war er nicht nur auf Funktionärsebene tätig, sondern fungierte auch weiterhin als Trainer an der Akademie, wobei er von 2015 bis 2016 für das U-15-Team, von 2016 bis 2018 für das U-16-Team und zuletzt von 2018 bis 2024 für die U-18-Mannschaft zuständig war. In der Winterpause 2024/25 erhielt er die Möglichkeit als sportlicher Leiter an der LASK Akademie OÖ tätig zu werden und tritt dort neben seinem Job als sportlicher Akademieleiter bereits seit Sommer 2024 auch als Individualtrainer an der Akademie und der zweiten Mannschaft des LASK in Erscheinung.

## Erfolge
- 1 × U-17-Fußball-Weltmeisterschaft 1991: 3. Platz